# Joakim Bennet
Joakim Steffen Bennet, född 1975 i Stockholm, är en svensk gamingskribent. 
Han var chefredaktör för Svenska PC Gamer mellan 1998 och 2005.
Han slutade i samband med att förlaget som tidningen låg på blev uppköpt, och grundade tillsammans med avhoppare från Super PLAY livsstils- och spelmagasinet RESET. Han har även medverkat i Kontroll i SVT, där han recenserat spel och figurerat som professionell tyckare. I juni 2007 återvände han till Hjemmet Mortensen AB. Nu som chefredaktör för Super PLAY. Bennet var tidigare chefredaktör på spelsidan fz.semen lämnade över rollen till Calle Johansson-Sundelius 2009 och arbetar idag som redaktör.
Bennet frilansade fram till 2022 för FZ.se i och har även synts Youtube-showen Fragzone-fredag. 